# M13 (Armenien)
Die M13 (armenisch: Մ 13) ist eine Hauptstraße in Armenien. Die Straße zweigt von der M2 im Süden des Landes ab und endet an der Grenze zur Autonomen Republik Nachitschewan, einer Exklave Aserbaidschans. 

## Geschichte
Die M13 war ursprünglich Teil der sowjetischen Straße A317, die von Yevlax in Aserbaidschan nach Nachitschewan verlief. Nach dem Zerfall der Sowjetunion lag ein Teil der Straße in Armenien und ein Teil in Aserbaidschan. Seit dem Bergkarabachkonflikt sind die Grenzen zwischen Armenien und Aserbaidschan geschlossen. Die aserbaidschanische Exklave Nachitschewan ist infolgedessen vom Rest Aserbaidschans isoliert, denn es gibt keinen direkten Landweg zwischen den beiden Teilen. Der armenische Teil ist jetzt als M12, M2 und M13 neu nummeriert.

## Orte an der Straße
- Angeghakot
- Schaghat